# Hussain Abbas
Hussain Abbas (Arabic:حسين عباس) (sinh ngày 30 tháng 11 năm 1994) là một cầu thủ bóng đá người Các Tiểu vương quốc Ả Rập Thống nhất. Hiện tại anh thi đấu cho Al-Wahda.